# Вахрева, Фаина Ипатьевна
Фаина Ипатьевна Вахрева (бел. Фаіна Іпацьеўна Вахрава, кит. трад. 蔣方良, пиньинь Jiǎng Fāngliáng, палл. Цзян Фанлян; 15 мая 1916 — 15 декабря 2004) — супруга Цзян Цзинго, первая леди Китайской Республики в 1978—1988 годах.

## Биография
Родилась 15 мая 1916 года под Оршей в белорусской семье, которая после была эвакуирована в Екатеринбург во время Первой мировой войны. Фаина осиротела в раннем возрасте. Выросла в Свердловске, работала на Уралмаше, состояла в комсомоле. В 1933 году познакомилась с сыном Чан Кайши Цзян Цзинго (в СССР жил под именем «Николай Владимирович Елизаров»), с которым заключила брак 15 марта 1935 года. У супругов было четверо детей:
- Цзян Сяовэнь (Эрик Елизаров, Алан Чанг) — родился в 1935 году в Свердловске, умер в 1989 году (на фото — второй (задний) ряд, слева);
- Цзян Сяочжан — родилась в 1938 году в Наньчан, живёт в США (на фото — второй ряд, справа);
- Цзян Сяооу (Алекс Чанг) — родился в 1945 году в Шанхае, умер в 1991 году (на фото — первый (передний) ряд, слева);
- Цзян Сяоюн (Эдди Чанг) — родился в 1948 году в Шанхае, умер в 1996 году (на фото — первый ряд, справа).

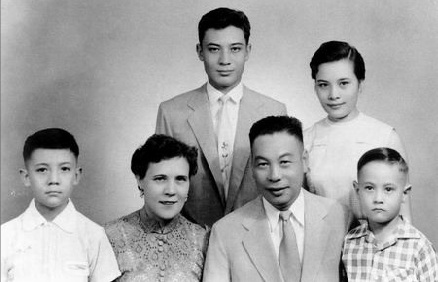
Семейное фото 1950-х годов

Хотя Цзян Цзинго пытался обучить жену севернокитайскому языку, однако сам он и его окружение говорили в основном на языке у (диалекте города Нинбо), используя севернокитайский лишь в официальных ситуациях, поэтому и Фаина смогла освоить лишь язык у.
В 1937 году после высылки супруга из СССР Фаина переехала в Китай, где по настоянию свёкра были совершены повторные брачные церемонии, теперь уже по китайскому обряду.
В 1992 г. на Тайвань совершила визит делегация из Беларуси, которая встретилась с Фаиной Вахревой.
Фаина Вахрева умерла 15 декабря 2004 года от дыхательной и сердечной недостаточности из-за рака лёгкого в госпитале для ветеранов в Тайбэе и была похоронена в присутствии президента Китайской Республики Чэнь Шуйбяня и других официальных лиц.